# Bílá krysa
Bílá krysa je román který napsal JUDr. Václav Kůrka a který poprvé vyšel v roce 1932. Jde o sociální román o chalupnících, kteří se chtějí vyrovnat sedlákům.

## Popis
V této knize se autor zabývá domkáři na vsi. Vyrostli skoro přes noc, uchvátili svoji moc a již se připravují k ovládnutí celé vsi. Autor si zvolil za svůj námět chudáka, který se celý život rval se svým osudem, který začal z ničeho a dřel se do noci, který mamonil a ani nejedl, jen aby se dostal výše, a aby zvítězil nad svým osudem. A zdá se,že se mu začíná dařit. A proto tím více mamoní, tím více lopotí. Aby rozšířil svoje panství, aby upevnil svoji moc, volí prostředek, jaký volívali imperátoři, když spojovali země a zároveň krev. Nejdříve chtěl spojit dvě chalupy a vytvořit statek, ale pak, když se začalo rozdávat z plné mísy, jeho snahy se pnuly ještě výše – domoci se toho velkostatku, kde otec ještě dřel jako robotník a děd hrbil svoje záda. Ale osud jakoby začínal nenávidět tu energii, která je skryta v takovém malém člověku, který je veliký svými činy, jako ji nenávidí celá ves. A proto volí pomstu čistě originální, kde mu nestačí ani to, že zničí jeden život, ale přímo životy dva. Jeden život kriminálem a druhý život vědomím, že nevědomky se viník dopustil strašného hříchu na své vlastní dceři. Úder za úderem dopadá na hlavu jednotlivcovu. Osud ho srazil k zemi, rozdupal v něm touhy, ale malý člověk vstává, zdvihá hlavu, roste. Roste z bolesti, roste z bídy, do jejího osvobození, do krásy.